# Circus macrourus

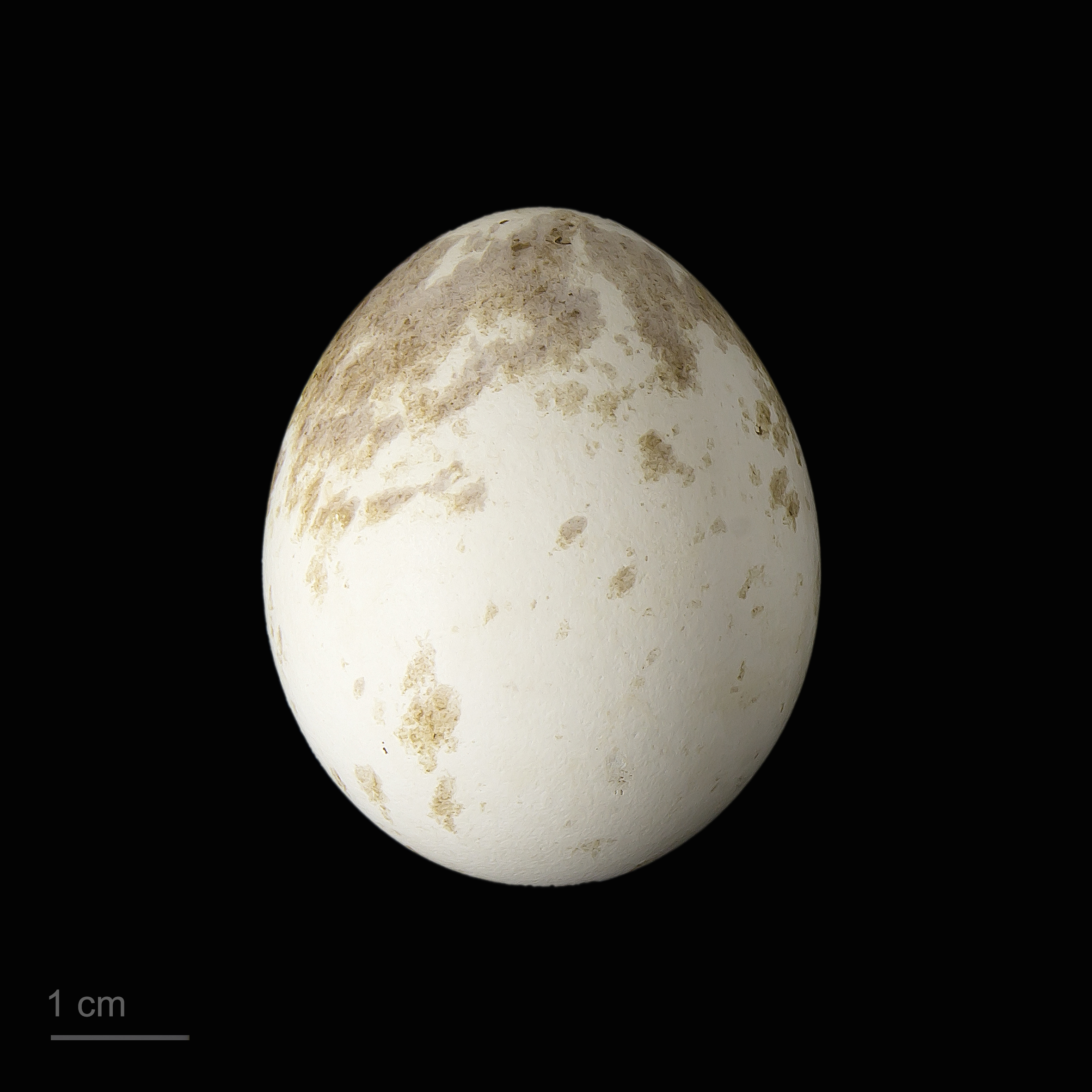
Circus macrourus - MHNT

El aguilucho papialbo (Circus macrourus) es un ave de presa migratoria de la familia Accipitridae. 

## Hábitat
Vive en el sur de Europa Oriental y en Asia Central, y pasa los inviernos principalmente en la India y en el sur de Asia. Es un ave excepcional en Gran Bretaña y en Europa Occidental, aunque se ha reportado un ave joven que pasó el invierno de 2002 en Norfolk.
Suele anidar en planicies abiertas, pantanos y brezales. En invierno suele vérselo en campo abierto.

## Morfología
Es un ave de presa de tamaño medio, con las características propias de las demás especies pertenecientes al género Circus; posee alas largas y forma una "V" cuando vuela a ras del suelo. El plumaje varía según el sexo del ave: en el macho es de color gris claro en la parte superior y blanco en la inferior, con las puntas de las alas de color negro. Se diferencia del aguilucho pálido en su tamaño más pequeño, sus alas más estrechas y en su color más claro. Las hembras, por su parte, son de color marrón en su parte superior con las alas y la parte superior de la cola blancas; por esta razón, a las hembras y a las aves jóvenes se las conoce como "cola anillada". La parte superior de su cuerpo es amarillenta, veteado de marrón. Se diferencia de las hembras de aguilucho pálido por su estructura. Asimismo, son muy similares a las hembras de aguilucho cenizo, pero su color es más oscuro y uniforme cerca de las patas. 

## Alimentación y reproducción
Los aguiluchos papialbos cazan pequeños mamíferos, lagartijas y otras aves. Vuelan a ras del suelo, sobre campo abierto y páramos mientras su presa está en movimiento. 
Esta especie anida sobre el suelo y deposita de a cuatro a seis huevos blancos cada vez. 